# Noël au camp 119
Pour plus de détails, voir Fiche technique et Distribution.
Noël au camp 119 (Natale al campo 119) est un film de Noël italien réalisé par Pietro Francisci et sorti en 1947.
Avec 3,3 millions d'entrées en Italie à sa sortie, le film se place 10e du box-office Italie 1947.

## Synopsis
Immédiatement après l'armistice de Cassibile, un certain nombre de soldats italiens, provenant de diverses régions du pays, sont emprisonnés dans le camp de prisonniers américain 119 en Californie, sous la garde d'un sergent désagréable et d'un major très humain. Ils y passent leurs journées, menant diverses petites activités, se distrayant en écoutant des disques ou la radio militaire, improvisant des banquets de fortune, et se racontant les temps passés.
Le Romain Giuseppe Mancini raconte qu'un après-midi, il a emmené ses cinq enfants en promenade aux forums impériaux. Il y a rencontré une jeune professeure de Turin. Pour ne pas apparaître comme un père de famille et ainsi mieux la séduire, Giuseppe prétend être seulement le gardien des cinq enfants qui courent en liberté sous le regard désespéré de la gardienne du Forum. Ce n'est que lorsque le petit Giulio tombe d'un mur et se met à pleurer que le mensonge de Giuseppe apparaît à tous. Mancini rentre chez lui et se fait réprimandé par sa femme.
Don Vincenzino, un fils de la noblesse amateur de jeux d'argent qui a dilapidé toutes ses fortunes, se souvient du moment où il a été sauvé par Gennarino, qui a simulé ses funérailles, transformant sa voiture en corbillard pour convaincre ses créanciers qu'il venait de se suicider.
Guido raconte plutôt son amour pour la belle Fiammetta. Ils venaient de se fiancer à Florence juste avant le début de la guerre. Ils ont ensuite dû se quitter, et ce fut une séparation douloureuse. Quelque temps plus tard, Fiammetta découvre qu'elle est tombée enceinte de Guido. Sachant que son bien-aimé est interné dans un camp de prisonniers de guerre, elle décide néanmoins de l'épouser par procuration.
Nane, un beau gondolier vénitien, raconte aux autres la fois où il a repéré puis séduit une belle Norvégienne mariée. La femme le laisse l'emmener à travers tous les canaux de Venise jusqu'à ce qu'elle reparte avec son mari.
Nostalgie, émotion et joie alternent et se mêlent dans l'âme des prisonniers. Finalement, le jour tant attendu de la libération arrive pour eux.

## Fiche technique
- Titre original italien : Natale al campo 119[1]
- Titre français : Noël au camp 119 ou Chanson de rêve[2]
- Réalisateur : Pietro Francisci
- Scénario : Giuseppe Amato, Aldo Fabrizi, Vittorio De Sica, Pietro Francisci, Michele Galdieri (it)
- Photographie : Mario Bava, Ferrer Tiezzi
- Montage : Gabriele Varriale
- Musique : Angelo Francesco Lavagnino
- Décors : Gastone Medin
- Production : Giuseppe Amato
- Sociétés de production : Excelsa Film
- Pays de production :  Italie
- Langue originale : italien
- Format : Noir et blanc - 1,37:1 - Son mono - 35 mm
- Durée : 80 minutes
- Genre : Comédie de mœurs
- Dates de sortie :
  - Italie : 22 décembre 1947
  - France : 27 avril 1949

## Distribution
- Aldo Fabrizi : Giuseppe Mancini
- Vittorio De Sica : Don Vincenzino
- Peppino De Filippo : Gennarino Capece
- Massimo Girotti : Nane
- Carlo Campanini : aumônier de Scapizzono
- Alberto Rabagliati : Alberto le Milanais
- Carlo Mazzarella : Ignazio
- Aldo Fiorelli : Guido le Florentin
- Vera Carmi : institutrice de Turin
- Margherita Bagni : Donna Clara
- Rocco D'Assunta : Lojacono le Sicilien
- Olga Villi : la touriste norvégienne à Venise
- María Mercader : Fiammetta
- Nando Bruno : guide à Rome
- Adolfo Celi : John le sergent
- Ave Ninchi : Mme Mancini
- Giacomo Rondinella : chanteur napolitain

## Production
Outre les extérieurs tournés dans les villes concernées, les intérieurs du film ont été tournés aux Studios Safa Palatino à Rome.